# Nicholas Whitty
Nicholas Whitty – nowozelandzki judoka.
Startował w Pucharze Świata w 2001 i 2002. Brązowy medalista mistrzostw Oceanii w 2002. Trzeci na mistrzostwach kraju w 2001 i 2003 roku.